# NGC 5771
NGC 5771 ist eine 13,6 mag helle Elliptische Galaxie vom Hubble-Typ E1 im Sternbild Bärenhüter und etwa 311 Millionen Lichtjahre von der Milchstraße entfernt. 
Sie wurde am 16. Mai 1784 von Wilhelm Herschel mit einem 18,7-Zoll-Spiegelteleskop entdeckt,  der sie dabei mit „Two, about 6′ distant, both eF, vS, R, verified with 240 power“ beschrieb. Das zweite genannte Objekt ist NGC 5773.